# 사마정
사마정(司馬貞, 679년 ~ 732년)은 당나라의 사학자로 하내군(현재 하남성 초작시 심양시) 출신이다. 당 현종 때 조산대부 및 소문관 학사 등에 이르렀으며 3대 사기 주석집 중 하나인 《사기색은》(史記索隱) 30권을 편찬하였다.